# Thermohydrogenium
Thermohydrogenium è un genere di batterio appartenente alla famiglia delle Syntrophomonadaceae.